# Multicast File Transfer Protocol
MFTP (Multicast File Transfer Protocol) — сетевой протокол передачи файлов. Файл передаётся одним сервером нескольким клиентам сразу (в один поток). Используется порт 5402/UDP.
Разработан в StarBurst Communications в 1997 году. При поддержке Cisco черновик стандарта был отправлен в IETF.
Протокол состоит из двух подпротоколов:
- Multicast Control Protocol — для управления подключения и отключения клиентов;
- Multicast Data Protocol — для передачи данных.